# 阪急32番街
阪急32番街（はんきゅう さんじゅうにばんがい）は、大阪市北区角田町（梅田地区）の阪急グランドビル内にある飲食店街である。フロアガイドは公式サイトを参照。

## 概要
- 1977年8月8日に阪急グランドビル開業と共にオープン。名称は同ビルが32階建てであることに由来する[1]。1階、2階と27階から31階まで34店舗ある。2012年に35周年を迎えるにあたって、1階、2階を拡張するとともに27階-31階を全面リニューアル。7月12日に阪急32番街「空庭ダイニング」としてリニューアルオープンした。なお、1階、2階は8月20日にオープンした。
- 30階には1996年3月から紀伊國屋書店のコミック専門店「阪急32番街コミックハウス」があったが、2015年3月25日に閉店しグランフロント大阪店に統合された[2]。

## 交通
- 阪急電鉄・阪神本線・地下鉄御堂筋線 梅田駅
- JR西日本 大阪駅